# XKeyscore
XKeyscore (XKS) è un ex sistema informatico segreto dell'Agenzia di sicurezza nazionale statunitense (NSA), usato per la ricerca e l'analisi di dati internet sulle nazioni straniere di tutto il mondo. Il programma era eseguito congiuntamente con altre agenzie, tra cui la Defence Signals Directorate australiana e la Government Communications Security Bureau neozelandese. La sua esistenza fu rivelata a luglio 2013 da Edward Snowden, ex collaboratore di NSA ed ex impiegato della società Booz Allen Hamilton, attraverso i quotidiani The Sydney Morning Herald e O Globo.
Secondo i documenti di Snowden acquisiti da Der Spiegel, ai servizi segreti tedeschi stranieri BND e BfV (servizi segreti interni) era garantito l'accesso a XKeyscore.
La BND era uno dei partner più prolifici per la raccolta di informazioni.

## Caratteristiche
Basandosi su documenti riservati forniti da Edward Snowden, il giornalista Glenn Greenwald riferisce che si tratta di un software Linux che tipicamente gira su server Red Hat e conserva i dati in un database MySQL su server web Apache consultabile dagli analisti attraverso un browser

## Carte relative a XKeyscore
- A redacted 2008 presentation about XKeyscore. (PDF, 27.26 MB)

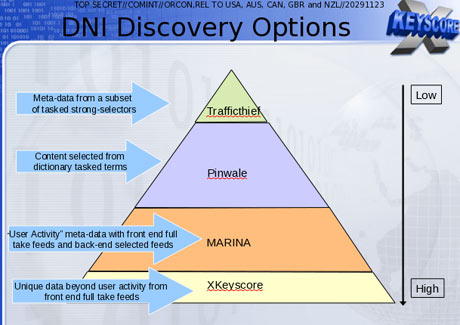
DNI Discovery options.
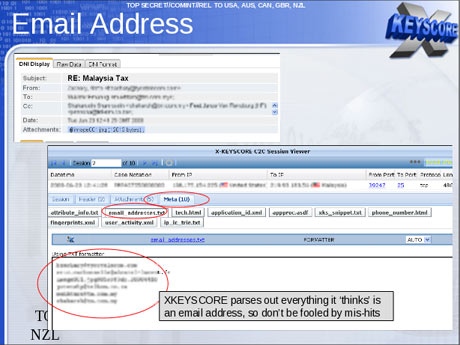
Email Address C2C Session Viewer.
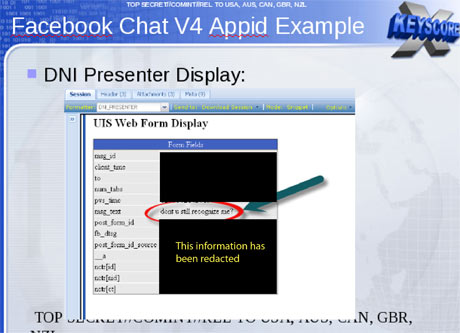
Facebook Chat V4 Appid Example.
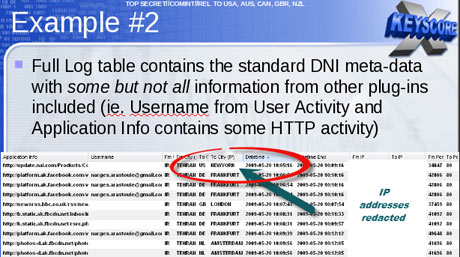
Full Log Table
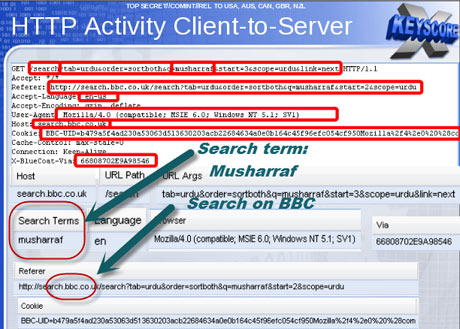
HTTP Activity Client-to-Server.
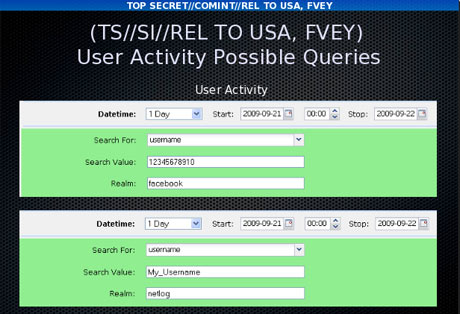
User Activity Possible Queries.
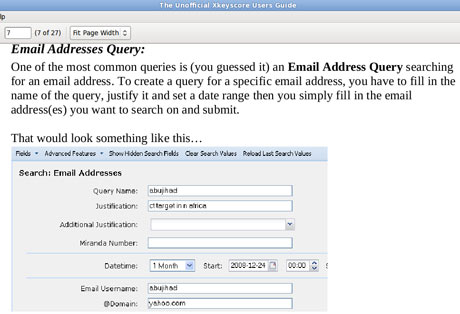
Email Address Query Form With "Justification" Field.
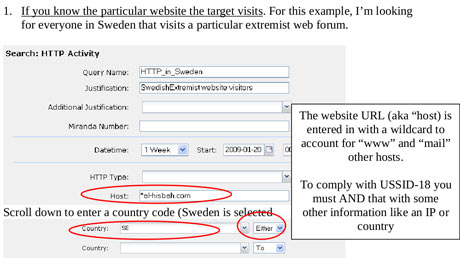
HTTP Activity Query Form With "Justification" Field.
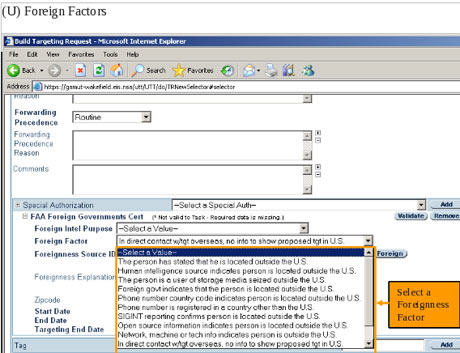
Foreignness Factors to select in the Unified Targeting Tool (UTT).
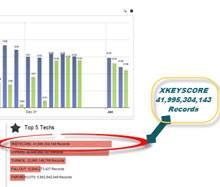
Boundless Informant Screen Capture listing XKeyscore as the first of the "5 top techs"